# 다케무라 요시야
다케무라 요시야(일본어: 竹村 栄哉, 1973년 12월 6일 ~ )는 일본의 전 축구 선수이다.

## 구단 경력
과거 벨마레 히라쓰카, 미토 홀리호크, 오이타 트리니타, 오미야 아르디자, 사간 도스, V-파렌 나가사키에서 활동하였다.